# Безбашенные (телесериал)
«Безба́шенные» (англ. Crazyhead) — британский комедийно-драматический телесериал, созданный автором «Плохих» Говардом Оверманом, который также выступил исполнительным продюсером шоу совместно с компанией Urban Myth Films. Съёмки телесериала проходили в Бристоле. Сериал является продуктом совместного производства Channel 4 и Netflix.
Премьера шестисерийного телесериала состоялась на телеканале E4 19 октября 2016 года в Великобритании, а для международной аудитории шоу стало доступно для просмотра онлайн на Netflix 16 декабря 2016 года.
По состоянию на июль 2017 года продолжение сериала не планируется.

## В ролях
- Кара Теоболд в роли Эми, несчастливой работницы боулинг-клуба, которая является обладательницей редкого дара «провидца» — человека, способного видеть демонов, скрывающихся среди людей.
- Сьюзан Уокома в роли Ракель, социально неловкой и одинокой «провидицы», которая становится охотницей на демонов и подругой Эми.
- Риэнн Стил в роли Сюзанны, лучшей подруги Эми, которая становится демоном.
- Льюис Ривз в роли Джейка, лучшего друга Эми из школы и её коллеги, у которого есть очевидные чувства к Эми, не являющиеся взаимными.
- Аринзе Кин в роли Тайлера, брата Ракель, который увлечён Эми (взаимно); он ничего не знает о сестриных способностях «провидца» и о её охоте на демонов.
- Тони Каррен в роли Каллума, могущественный демон, который скрывается под личиной психиатра Ракель.
- Лу Корфилд в роли Мерси, демон, принявший обличие матери одиночки, чтобы помогать Каллуму в его плане; убила отца Ракель.

## Отзывы критиков
Телесериал получил в основном положительные отзывы. Гвилим Мамфорд из The Guardian заявил, что Оверман «рассматривает сверхъестественный жанр как идеальный способ исследовать проблемы имеющие отношение к молодежи, которая, вероятно, будет смотреть его шоу». Кэтрин Ги из The Daily Telegraph описала сериал как «яркий, напористый и по-настоящему забавный».